# 穆塔塔
穆塔塔是哥倫比亞的城鎮，位於該國北部，由安蒂奧基亞省負責管轄，距離首府麥德林261公里，始建於1850年，面積1,106平方公里，海拔高度75米，2005年人口9,671。
7°14′39″N 76°26′09″W / 7.24417°N 76.43583°W